# Мойсей Шорр
Мойсей Шорр, або Мойше Шорр (пол. Mojżesz Schorr; 10 травня 1874, Перемишль — 8 липня 1941) — єврейський історик, філолог-сходознавець, громадський і політичний діяч, рабин. Професор (1910). Дійсний член АН у Кракові (1918; із 1919 — Польська АН).

## Біографія
Народився в м. Перемишль. Навчався в гімназії в Перемишлі, університетах Відня, Берліна (Німеччина) та Львова. Викладав у Єврейському педагогічному інституті у Львові (1899—23), із 1915 — професор історії Стародавнього Сходу і східних мов Львівського університету. Із 1923 — рабин у Варшаві, професор семітології Варшавського університету, один із засновників Інституту юдейських досліджень, згодом — сенатор Польського сейму 4-ї каденції.
1939 виїхав до Львова, де був заарештований і ув'язнений. Помер на засланні в Узбецькій РСР.